# Philippe Debry
Philippe Debry (Elsene, 13 december 1957) is een voormalig Belgisch politicus voor Ecolo.

## Levensloop
Debry studeerde in 1983 af als burgerlijk ingenieur-architect aan de UCL en ging vervolgens dit beroep uitoefenen. In 1994 behaalde hij aan dezelfde universiteit tevens een toegevoegde licentie in de stedenbouw.
Hij sloot zich aan bij de partij Ecolo en zetelde voor deze partij van 1989 tot 2001 in het Brussels Hoofdstedelijk Parlement. Hij zetelde er in de commissies Ruimtelijke Ordening, Grondbeleid en Huisvesting (1989-1995), Financiën, Begroting, Openbaar Ambt, Externe Betrekkingen en Algemene Zaken (1990-2001), Infrastructuur, Openbare Werken en Verkeerswezen (1993-1995), Huisvesting en Stedelijk Beleid (1995-2001), Binnenlandse Zaken (1998-2001) en Ruimtelijke Ordening, Stedenbouw en Grondbeleid (1999-2001). Van 1999 tot 2001 was Debry voorzitter van de commissie Huisvesting en Stedelijk Beleid.
Op lokaal politiek niveau werd Debry in oktober 2000 verkozen tot gemeenteraadslid van Anderlecht, hetgeen hij tot eind 2018 bleef. Van 2001 tot 2006 was hij er schepen van Openbare Werken, Ambachten, Handel, Nijverheid, Infrastructuur, Leefmilieu en Netheid. 
Van 2006 tot 2014 was Debry tevens voorzitter van de raad van bestuur van de Brusselse Maatschappij voor Waterbeheer (BMWB) en van 2009 tot 2016 inspecteur-generaal bij Net Brussel, een instantie van het Brussels Hoofdstedelijk Gewest die instaat over de ophaling en verwerking van afval. 